# Författningspatriotism
Författningspatriotism är ett begrepp med anknytning till teorier om medborgarskap, vilket utgör ett alternativ till förståelsen av staten som en etnisk gemenskap. Statstillhörigheten beror på gemensamma politiska värden, som demokrati och yttrandefrihet, istället för på blodsband eller språkgemenskap. 
Begreppet är mest förknippat med filosofen Jürgen Habermas och statsvetaren Dolf Sternberger och är intimt förknippat med den tyska offentliga debatten. Utanför Tyskland används begreppet mycket sparsamt. 

## Förståelse av nationsbegreppet
Författningspatriotism bygger på en republikansk förståelse av nationen. Denna utgår från att en nation hålls samman av människor med gemensam vilja och gemensam historia. Dessa människor ser varandra som fria och jämställda individer. En sådan förståelse av nationen har i modern tid utvecklats under inflytande av upplysningen och den franske filosofen Ernest Renan. 
För Habermas medför folksuveränitetsprincipen i form av demokratisk självbestämmanderätt en aktiv medborgarroll. En sådan medborgarstat hålls inte samman av etniska eller kulturella likheter utan av en "medborgarpraxis". I en republikansk tradition som ytterst går tillbaka på Aristoteles ser Habermas medborgaren som en oundgänglig beståndsdel i ett politiskt samhälle. Motsatsen till detta skulle vara en medborgare som endast är förbunden med staten genom yttre plikter och förmåner.

## Författningspatriotism
Författningspatriotism innebär att medborgaren identifieras med de grundläggande värderingarna, institutionerna och funktionssätten i en republikansk politisk författning, samt en aktiv medborgarroll. Efter förståelsen av nationsbegreppet är individens politiska engagemang centralt för begreppet. I praktiken betyder detta åtminstone att man intresserar sig för samhällsfrågor och går utöver att bara rösta till ett mer aktivt politiskt deltagande, till exempel genom intresseorganisationer eller politiska partier. 
I en sådan nation fordrar författningspatriotismens förespråkare att man intar en målrationell hållning i politiska frågor inom ramen för en rationell diskurs. Det bör framförallt finnas en förnuftsbaserad identifikation med grundlagarna. Därutöver är en känslomässig identifikation också möjlig. Detta innebär inte en villkorslös acceptans av staten och dess grundlagar. Författningspatriotism innebär att man bekänner sig till en universell värdegrund som först sekundärt avspeglas i en stat och dess konstitution. I den republikanska statsuppfattningen ses den politiska gemenskapen inte som ett självändamål som följer av nationen, utan som en förutsättning för att människor ska vara fria och jämlika.
För Sternberger är "...den konstitutionella statens väsen och strävan [...] säkerställandet av friheten." Med uppfyllandet av "de mänskliga rättigheterna genom medborgarrätten" legitimeras statens våldsmonopol, eftersom denna sörjer för skyddet av rättigheterna.
Med författningspatriotismen följer också rätten till utvandring och återkallandet av medborgarskapet. Å andra sidan erbjuder den också en möjlighet för invandrare att identifiera sig med landets politiska kultur.

## Kritik
Författningspatriotismen beskylls ofta för att vara upplevelsefattig. Kritikerna hävdar att den nödvändiga målrationella hållningen i politiska frågor inte förmår tala till medborgarnas känslor. En känslomässig bindning till nationen skulle visst vara nödvändig för att forma en aktiv gemenskap. Gentemot detta ställer förespråkarna motfrågan om en känslomässig bindning behövs alls. Andra nationsbegrepp, som en etnisk nation, tar sig ändå bara uttryck som gemensam historia, symboler (som flaggor), myter, högtidsdagar och liknande. Dessa uttryck är också möjliga i en republik och kompatibla med författningspatriotismen.
Något annat som kritiseras är att författningspatriotismen inte tar någon hänsyn till land, folk och historia. Mot detta anförs att en politisk kultur är något som växer fram successivt. Den konstitutionella processen ska förstås som en historisk-dynamisk process.
I politisk kultur och socialisation återspeglas det förgångna. Nationen i form av viljegemenskap definierar sig själv bland annat genom den gemensamma historien, närmare bestämt den tänkta, "ihågkomna" nationella historien. Historien manifesteras slutligen på ett bestämt territorium. Historia och land ingår alltså utöver medborgarnas politiska värdegrund i författningspatriotismen. 
Avsaknaden av koppling till ett folk i etnisk mening är i själva verket eftersträvansvärd för författningspatriotismen, eftersom denna utgår från alla människors frihet och lika värde. En nation bör inte grundläggas på härstamning, utan på folkviljan och historien. Med "folk" avses i denna betydelse ett demos, dvs. summan av alla röstberättigade i ett samhälle, som utgör demokratins grundvalar.

## Begreppshistoria
Begreppet kommer ursprungligen från Dolf Sternberger och har senare använts av Richard von Weizsäcker, Jürgen Habermas och andra tyska politiker och statsvetare. Under den tyska historikerstriden vann termen popularitet i den tyska debatten. Därefter har begreppet använts i (tyska) debatter som rör Leitkultur, integration, europeisk integration och liknande.
Inte minst uppstod det i ljuset av Tysklands delning. Då det tyska riket omorganiserades efter andra världskriget. fjärmade sig det västtillvända Västtyskland och det realsocialistiska Östtyskland från varandra i både politiskt och kulturellt hänseende. Det blev därför svårare att bekänna sig till hela Tyskland. Dessutom baserades medborgarskapsbegreppet i den tyska grundlagen på härstamning. Denna jus sanguinis utvidgades först 1999 till att också omfatta ius soli, dvs ett medborgarskapsbegrepp baserat på var man är född snarare än vilken nationstillhörighet ens föräldrar hade.

## Användning i Sverige
I Sverige tenderar begreppet att förknippas starkt med Jürgen Habermas och användas nästan uteslutande på tal om tysk nationalism eller frånvaro av sådan. I begränsad omfattning förekommer det också att man talar om författningspatriotism som en tänkbar modell också för Sverige och andra samhällen. 